# Samtgemeinde Clenze
Die Samtgemeinde Clenze war ein Kommunalverband im südlichen Teil des Landkreises Lüchow-Dannenberg in Niedersachsen. Am 1. November 2006 wurde sie mit der Samtgemeinde Lüchow zur Samtgemeinde Lüchow (Wendland) zusammengeschlossen.

## Geografie

### Samtgemeindegliederung
Die Samtgemeinde hatte fünf Mitgliedsgemeinden. Neben den beiden Flecken Bergen an der Dumme und Clenze waren dieses die Gemeinden Luckau, Schnega und Waddeweitz.

## Politik

### Samtgemeinderat und -bürgermeister
Bei der letzten Kommunalwahl am 9. September 2001 errang die CDU die absolute Mehrheit im 22-köpfigen Rat der Samtgemeinde:
- CDU 13 Sitze
- Unabhängige Wählergemeinschaft 4 Sitze
- SPD 3 Sitze
- Grüne Liste Wendland 1 Sitz

Der hauptamtliche Samtgemeindebürgermeister Hubert Schwedland ist ebenfalls stimmberechtigtes Mitglied des Rates.

## Wirtschaft und Infrastruktur

### Ansässige Unternehmen
Die Samtgemeinde ist überwiegend ländlich geprägt. Daher finden sich vor Ort vor allem landwirtschaftliche Betriebe. Daneben gibt es Einzelhandelsgeschäfte und mittelständische Handwerksunternehmen.

### Bildung
Die Samtgemeinde verfügte über drei Grundschulen, die sich in der Trägerschaft der Kommune befanden. Die Schulen sind verlässliche Grundschulen.
Neben den Einrichtungen der Primarstufe befindet sich in der Samtgemeinde mit der Drawehn-Schule in Clenze die einzige Kooperative Gesamtschule im Landkreis Lüchow-Dannenberg. In ihr lernen mehr als 700 Schülerinnen und Schüler. Die Trägerschaft der Schule liegt beim Landkreis.